# Louis-Edmond Claris
Louis-Edmond Claris (* 17. März 1825 in Alès; † 1. September 1914) war ein französischer Politiker. Er war von 1885 bis 1894 Mitglied des Senats.
Claris besuchte die École polytechnique und ging danach zur Marineartillerie. Nach einigen Dienstjahren kündigte er und zog sich auf seinen Besitz in seiner Heimat zurück. Während des Deutsch-Französischen Krieges war er für die Mobilmachung im Département Gard verantwortlich. 1885 kandidierte er erfolgreich bei den Senatswahlen, wurde 1894 jedoch nicht wiedergewählt. Daraufhin zog er sich aus der Politik zurück und starb 1914 an einem unbekannten Ort.